# مملوء بالكامل (عرض مصارعة)
مملوء بالكامل (بالإنجليزيَّة: Fully Loaded) هو أحد المهرجانات التي تقدمها مؤسسة المصارعة الحرة الترفيهية wwe . تم عرض أول حدث عام 1998 .

## أماكن ومواعيد فولي لوديد
| الحدث                   | التاريخ       | المدينه             | المكان               | الحدث الرئيسي |
| ----------------------- | ------------- | ------------------- | -------------------- | --- |
| فولي لوديد: إن يور هاوس | 26 يوليو 1998 | فريسنو (كاليفورنيا) | Selland Arena        | كين and مايك فولي (c) vs. ستون كولد ستيف أوستن and أندرتيكر for the بطولة العالم للفرق الثنائية (دبليو دبليو إي). |
| فولي لوديد (1999)       | 25 يوليو 1999 | بوفالو (نيويورك)    | Marine Midland Arena | Stone Cold Steve Austin (c) vs. The Undertaker in a First Blood match for the WWF Championship                    |
| فولي لوديد (2000)       | 23 يوليو 2000 | دالاس               | Reunion Arena        | دوين جونسون (c) vs. كريس بنوا for the WWF Championship                                                            |